# Pseudodoxia
Pseudodoxia är ett släkte av fjärilar. Pseudodoxia ingår i familjen praktmalar, Oecophoridae.

## Dottertaxa tillPseudodoxia, i alfabetisk ordning[1]
- Pseudodoxia acritodes
- Pseudodoxia agoraea
- Pseudodoxia albinea
- Pseudodoxia aletodes
- Pseudodoxia camatodes
- Pseudodoxia cerealis
- Pseudodoxia chalcias
- Pseudodoxia chlorostoma
- Pseudodoxia crassata
- Pseudodoxia cretata
- Pseudodoxia cryptias
- Pseudodoxia encalypta
- Pseudodoxia haplocnista
- Pseudodoxia ichnaea
- Pseudodoxia illutata
- Pseudodoxia limulus
- Pseudodoxia manifesta
- Pseudodoxia melanaema
- Pseudodoxia melicrana
- Pseudodoxia miseranda
- Pseudodoxia modica
- Pseudodoxia montigena
- Pseudodoxia pachnocoma
- Pseudodoxia palimpsesta
- Pseudodoxia paradema
- Pseudodoxia picrophaea
- Pseudodoxia pinarodes
- Pseudodoxia placata
- Pseudodoxia placida
- Pseudodoxia pulla
- Pseudodoxia pumicosa
- Pseudodoxia scotias
- Pseudodoxia sepositella
- Pseudodoxia siriopa
- Pseudodoxia subacuta
- Pseudodoxia subganomella
- Pseudodoxia triastis
- Pseudodoxia xanthocephala
- Pseudodoxia zopheropa